# François Porteu de La Morandière
Pour les articles homonymes, voir Porteu de la Morandière et Morandière.
François Porteu de La Morandière, né le 20 mai 1928 à Sèvres et mort le 14 octobre 2021 dans la même ville, est un homme politique français, membre du Front national.
Il est député du Pas-de-Calais de 1986 à 1988.

## Biographie
François Porteu de La Morandière est d'abord chef d'entreprise et fondateur de l'Union nationale des combattants d'Afrique du Nord et reste dans cette fonction pendant 27 ans.
Il est chevalier de la Légion d'honneur.
En 1982, il adhère au Cercle renaissance.

### Carrière politique
En 1985, il quitte toutes ses fonctions associatives pour se présenter aux élections. En 1986, il est élu député du Pas-de-Calais sous l'étiquette FN. 
Il est aussi conseiller municipal d'Arras de 1989 à 1994. Il a été membre du bureau national du Front national et président du Cercle des français de l'étranger. Après la dissolution de l'Assemblée, il est élu conseiller régional du Nord-Pas-de-Calais et assume la fonction de secrétaire de la commission des finances, aux côtés de Maurice Schumann pendant tout son mandat. Il quitte le Front national en 1998, étant en désaccord avec la position anti-européenne et extrémiste de ce parti.
À partir de 2006, il est président de l’Institut européen de relations et d’études internationales. Après en avoir été le vice-président, il devient également président honoraire de l’Union nationale des combattants (UNC). 

## Ouvrages
- La Révolution en sursis, vers une République à trois ordres, Nouvelles éditions latines, 1961
- Soldats du Djebel, histoire de la Guerre d'Algérie, Société de production littéraire, 1979
- Sacrée Marianne ! Fausse crise politique et vraie crise morale, Muller, 2000